# Carioca Arena 2
Carioca Arena 2 (tiếng Bồ Đào Nha: Arena Carioca 2) là một sân vận động trong nhà tại Barra da Tijuca phía đông Rio de Janeiro, Brasil. Nơi đây tổ chức môn judo và vật tại Thế vận hội Mùa hè 2016 cũng như boccia tại Paralympic 2016. Cùng với một số địa điểm khác tại Công viên Olympic Barra, Carioca Arena 2 sẽ trở thành Trung tâm huấn luyện Olympic sau Đại hội.